# Staverstjärnen
Staverstjärnen är en sjö i Sollefteå kommun i Ångermanland och ingår i Ångermanälvens huvudavrinningsområde. Sjön har en area på 0,0821 kvadratkilometer och ligger 218,4 meter över havet.

## Delavrinningsområde
Staverstjärnen ingår i det delavrinningsområde (706900-154244) som SMHI kallar för Utloppet av Staversvattnet. Medelhöjden är 228 meter över havet och ytan är 1,35 kvadratkilometer. Räknas de 2 avrinningsområdena uppströms in blir den ackumulerade arean 12,98 kvadratkilometer. Staversbäcken som avvattnar avrinningsområdet har biflödesordning 3, vilket innebär att vattnet flödar genom totalt 3 vattendrag innan det når havet efter 120 kilometer. Avrinningsområdet består mestadels av skog (70 procent). Avrinningsområdet har 0,3 kvadratkilometer vattenytor vilket ger det en sjöprocent på 21,8 procent.